# Baryconus americanus
Baryconus americanus är en stekelart som beskrevs av Ritchie och Lubomir Masner 1983. Baryconus americanus ingår i släktet Baryconus och familjen Scelionidae. Inga underarter finns listade.